# Беламканда китайская

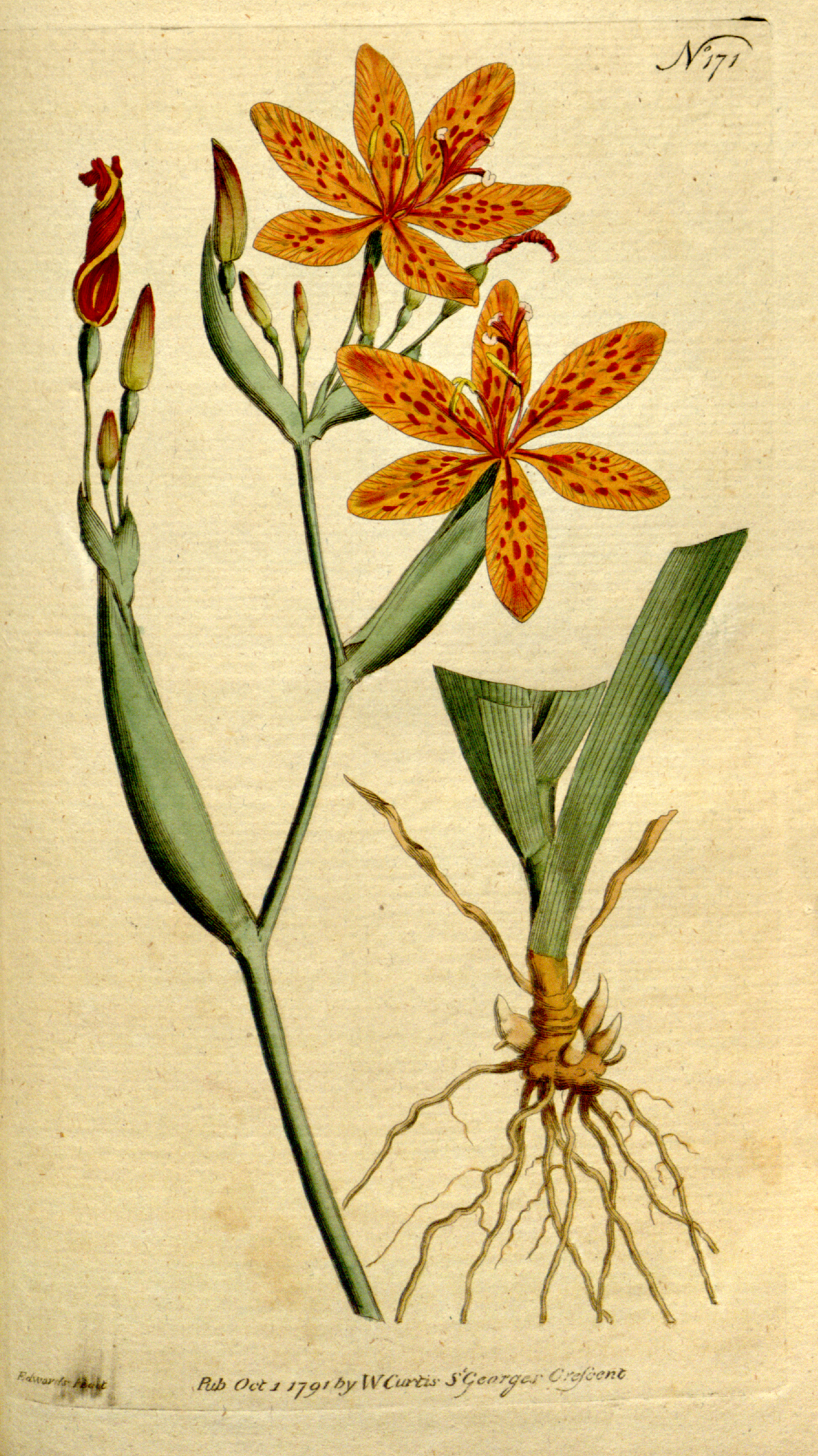
Ботаническая иллюстрация из журналаThe Botanical Magazine, №5, 1792.

Iris domestica — декоративное корневищное растение семейства Ирисовые (Iridaceae). До середины 2000-х годов этот вид рассматривался как единственный вид рода Беламканда (Belamcanda) — Беламканда китайская (Belamcanda chinensis).

## Название таксона
На основании молекулярных исследований в 2005 году вид был включён в род Ирис (Iris), его действительное научное название — Iris domestica Goldblatt & Mabb..

## Биологическое описание
Листья мечевидные, расходящиеся в стороны от короткого ствола.
Цветки — ярко-оранжевые, с тёмным бордовым крапом, около 6 см в диаметре.
После цветения образует декоративные семенные коробочки с крупными ярко-чёрными блестящими семенами.

## Ареал
В естественных условиях растение встречается в Приморье Дальнего Востока России, в странах Восточной Азии, Индо-Китае и Малайзии. 

## Агротехника
Растения предпочитают тёплые солнечные места и влажную, богатую гумусом почву. Идеально подходит для небольших японских садиков. Зимостойкость высокая, даже однолетние сеянцы хорошо выдерживают продолжительные морозы без дополнительного укрытия.
Может выращиваться как комнатное растение.